# Collegio elettorale di Cuneo (Senato della Repubblica)
Il collegio di Cuneo fu un collegio elettorale uninominale della Repubblica Italiana appartenente alla Circoscrizione Piemonte; fu utilizzato per eleggere un senatore della Repubblica nella XII, XIII e XIV legislatura.
Venne istituito nel 1993 con la cosiddetta Legge Mattarella (Legge n. 276, Norme per l'elezione del Senato della Repubblica), attuata in seguito al referendum abrogativo del 1993. La legge istituì per la Camera dei deputati e per il Senato della Repubblica un sistema di elezione misto, in parte maggioritario e in parte proporzionale. Il 75% dei parlamentari dell'assemblea veniva eletto in collegi uninominali tramite sistema maggioritario a turno unico; il restante 25% al Senato veniva eletto tramite recupero proporzionale dei più votati non eletti attraverso un meccanismo di calcolo denominato scorporo, cioè sottraendo dal conteggio dei voti totali di una lista nella parte proporzionale i voti ottenuti dai candidati collegati alla medesima lista che erano eletti nei collegi uninominali con il sistema maggioritario.
Il collegio venne abolito insieme a tutti gli altri che costituivano il Senato con la promulgazione della legge elettorale successiva, la cosiddetta Legge Calderoli. Questa prevedeva un sistema proporzionale con premio di maggioranza, che al Senato veniva attribuito a livello regionale.

## Territorio
Il collegio di Cuneo era uno dei 17 collegi uninominali in cui era suddiviso il Piemonte; come previsto dal D.Lgs. del 20 dicembre 1993 n. 535, era interamente compreso nella provincia di Cuneo e comprendeva i seguenti comuni: Acceglio, Aisone, Argentera, Bagnolo Piemonte, Barge, Beinette, Bellino, Bernezzo, Borgo San Dalmazzo, Boves, Brondello, Brossasco, Busca, Canosio, Caraglio, Caramagna Piemonte, Cardè, Cartignano, Casalgrasso, Casteldelfino, Castellar, Castelletto Stura, Castelmagno, Cavallerleone, Cavallermaggiore, Celle di Macra, Centallo, Cervasca, Chiusa di Pesio, Costigliole Saluzzo, Crissolo, Cuneo, Demonte, Dronero, Elva, Entracque, Envie, Faule, Frassino, Gaiola, Gambasca, Isasca, Lagnasco, Limone Piemonte, Macra, Manta, Marene, Marmora, Martiniana Po, Melle, Moiola, Monasterolo di Savigliano, Montanera, Montemale di Cuneo, Monterosso Grana, Moretta, Murello, Oncino, Ostana, Paesana, Pagno, Peveragno, Piasco, Pietraporzio, Polonghera, Pontechianale, Pradleves, Prazzo, Racconigi, Revello, Rifreddo, Rittana, Roaschia, Robilante, Roccabruna, Roccasparvera, Roccavione, Rossana, Ruffia, Saluzzo, Sambuco, Sampeyre, San Damiano Macra, Sanfront, Savigliano, Scarnafigi, Stroppo, Tarantasca, Torre San Giorgio, Valdieri, Valgrana, Valloriate, Valmala, Venasca, Vernante, Verzuolo, Vignolo, Villafalletto, Villanova Solaro, Villar San Costanzo, Vinadio e Vottignasco.

## Eletti
| Elezione | Elezione | Senatore         | Partito                 |
| -------- | -------- | ---------------- | ----------------------- |
|          | 1994     | Mario Rosso      | Polo delle Libertà (LN) |
|          | 1996     | Guido Brignone   | Lega Nord               |
|          | 2001     | Giuseppe Menardi | Casa delle Libertà (AN) |

## Dati elettorali

### XII legislatura
|                               | Mario Rosso ✔️ Eletto     | Polo delle Libertà         | 71 742  | 43,37 |  |  |  |  |  |
|                               | Teresio Delfino ✔️ Eletto | Patto per l'Italia         | 37 802  | 22,85 |  |  |  |  |  |
|                               | Luigino Ferraro           | Progressisti               | 27 072  | 16,37 |  |  |  |  |  |
|                               | Gaetano Barone            | Alleanza Nazionale         | 8 028   | 4,85  |  |  |  |  |  |
|                               | Giorgio Grosso            | Lista Pannella-Riformatori | 6 778   | 4,10  |  |  |  |  |  |
|                               | Claudio Lingua            | Partito Pensionati         | 5 584   | 3,38  |  |  |  |  |  |
|                               | Rosa Giliberti            | Lega per il Piemonte       | 5 010   | 3,03  |  |  |  |  |  |
|                               | Nicola Zaffino            | Verdi Verdi                | 3 397   | 2,05  |  |  |  |  |  |
| Totale                        | Totale                    | Totale                     | 165 413 | 100   |  |  |  |  |  |
|                               |                           |                            |         |       |  |  |  |  |  |
| Voti non validi               | Voti non validi           | Voti non validi            | 15 237  | 8,43  |  |  |  |  |  |
| Votanti                       | Votanti                   | Votanti                    | 180 650 | 89,05 |  |  |  |  |  |
| Elettori                      | Elettori                  | Elettori                   | 202 858 |       |  |  |  |  |  |
|                               |                           |                            |         |       |  |  |  |  |  |
| Data: 27-28 marzo 1994        |                           |                            |         |       |  |  |  |  |  |
| Fonte: Ministero dell'interno |                           |                            |         |       |  |  |  |  |  |

### XIII legislatura
|                               | Guido Brignone ✔️ Eletto | Lega Nord                 | 54 025  | 33,51 |  |  |  |  |  |
|                               | Lidio Riba               | L'Ulivo                   | 51 505  | 31,95 |  |  |  |  |  |
|                               | Edgardo Sogno            | Polo per le Libertà       | 44 577  | 27,65 |  |  |  |  |  |
|                               | Maria Grazia Cesano      | Partito Pensionati        | 3 479   | 2,16  |  |  |  |  |  |
|                               | Maria Angiola Roveda     | Verdi Verdi               | 2 745   | 1,70  |  |  |  |  |  |
|                               | Antonio Bodrero          | Piemonte Nazione d'Europa | 2 096   | 1,30  |  |  |  |  |  |
|                               | Aldo Scotta              | Partito Socialista        | 1 683   | 1,04  |  |  |  |  |  |
|                               | Elvira Papaleo           | Mani Pulite               | 1 113   | 0,69  |  |  |  |  |  |
| Totale                        | Totale                   | Totale                    | 161 223 | 100   |  |  |  |  |  |
|                               |                          |                           |         |       |  |  |  |  |  |
| Voti non validi               | Voti non validi          | Voti non validi           | 14 210  | 8,10  |  |  |  |  |  |
| Votanti                       | Votanti                  | Votanti                   | 175 433 | 85,10 |  |  |  |  |  |
| Elettori                      | Elettori                 | Elettori                  | 206 138 |       |  |  |  |  |  |
|                               |                          |                           |         |       |  |  |  |  |  |
| Data: 21 aprile 1996          |                          |                           |         |       |  |  |  |  |  |
| Fonte: Ministero dell'interno |                          |                           |         |       |  |  |  |  |  |

### XIV legislatura
|                               | Giuseppe Menardi ✔️ Eletto | Casa delle Libertà                   | 75 228  | 45,33 |  |  |  |  |  |
|                               | Pietro Borello             | L'Ulivo                              | 54 316  | 32,73 |  |  |  |  |  |
|                               | Tullio Ponso               | Lista Di Pietro                      | 8 503   | 5,12  |  |  |  |  |  |
|                               | Mario Cismondi             | Democrazia Europea                   | 7 469   | 4,50  |  |  |  |  |  |
|                               | Alfredo Pollini            | Va' Pensiero Padania                 | 6 828   | 4,11  |  |  |  |  |  |
|                               | Fabrizio Imberti           | Partito della Rifondazione Comunista | 5 137   | 3,10  |  |  |  |  |  |
|                               | Gianni Pizzini             | Lista Pannella-Bonino                | 4 459   | 2,69  |  |  |  |  |  |
|                               | Stefano Ferrero            | Verdi Verdi                          | 2 042   | 1,23  |  |  |  |  |  |
|                               | Sergio Pinci               | Fiamma Tricolore                     | 1 961   | 1,18  |  |  |  |  |  |
| Totale                        | Totale                     | Totale                               | 165 943 | 100   |  |  |  |  |  |
|                               |                            |                                      |         |       |  |  |  |  |  |
| Voti non validi               | Voti non validi            | Voti non validi                      | 13 175  | 7,36  |  |  |  |  |  |
| Votanti                       | Votanti                    | Votanti                              | 179 118 | 84,31 |  |  |  |  |  |
| Elettori                      | Elettori                   | Elettori                             | 212 447 |       |  |  |  |  |  |
|                               |                            |                                      |         |       |  |  |  |  |  |
| Data: 13 maggio 2001          |                            |                                      |         |       |  |  |  |  |  |
| Fonte: Ministero dell'interno |                            |                                      |         |       |  |  |  |  |  |